# Stempellinella
Stempellinella is een muggengeslacht uit de familie van de Dansmuggen (Chironomidae).

## Soorten
- S. brevis (Edwards, 1929)
- S. ciliaris (Goetghebuer, 1944)
- S. edwardsi Spies & Saether, 2004
- S. flavidula (Edwards, 1929)
- S. leptocelloides (Webb, 1969)
- S. minor (Edwards, 1929)
- S. reissi Casas & Vilchez-Quero, 1991
- S. saltuum (Goetghebuer, 1921)